# Alphonse Bilung
Alphonse Bilung SVD (* 5. Juni 1933 in Kusumdegi; † 11. November 2022 in Rourkela) war ein indischer Ordensgeistlicher und römisch-katholischer Bischof von Rourkela.

## Leben
Alphonse Bilung trat nach seinem Schulabschluss in der Hamirpur Boys' High School 1961 der Ordensgemeinschaft der Steyler Missionare bei und studierte zunächst von 1952 bis 1953 in Palda ein Zwischenstudium und ein Parichay-Studium in Hindi. Er absolvierte sein Noviziat von 1954 bis 1956 in Palda und legte dann 1956 seine erste Profess ab. Von 1956 bis 1958 studierte er Philosophie und von 1958 bis 1962 Theologie am Jnana Deepa Institute of Philosophy and Theology in Pune. Er legte 1961 seine letzte Profess ab und empfing am 3. Oktober 1961 die Priesterweihe. Nach seinem Pastoralkurs wurde er im Dezember 1961 in die Mission in Sambalpur berufen. Er diente dieser Mission in verschiedenen Funktionen. Von 1962 bis 1964 war er Hilfspriester in Kesramal. Von 1964 bis 1965 war er Leiter einer Herberge in Gaibira. Von 1966 bis 1970 wurde er erneut nach Kesramal berufen, um die Schule zu leiten, und gleichzeitig wurde er zum Leiter der Elementary Teachers' Training School ernannt.
1970 ging er nach Rom, um einen Nemi-Kurs zu absolvieren und schloss von 1970 bis 1972 sein Studium an der Katholieke Universiteit Leuven in Belgien ab. 1972 wurde er zum Rektor der SVD-Gemeinschaft und zum Sekretär der New Odisha High School Gaibira ernannt. In dieser Zeit bat ihn der damalige Bischof von Sambalpur, Hermann Westermann SVD, zusammen mit dem damaligen Regionaloberen Liam Horsfall SVD Generalvikar des Bistums Sambalpur zu werden. 1972 erfolgte die Ernennung zum Generalvikar und zugleich zum Pfarrer der katholischen Gemeinde in Hamirpur. 1974 wurde Raphael Cheenath SVD Nachfolger von Bischof Westermann und erneut wurde er zum Generalvikar im Bistum Sambalpur ernannt.
Ein Jahr später wurde er zum Regionaloberen der Region Sambalpur der SVD in Jharsuguda ernannt. 1977 wurde er zu einem der Generalkonsultoren für das Generalat seines Ordens in Rom ernannt. Während seines Aufenthalts in Rom wurde 1979 die Diözese Rourkela aus der Diözese Sambalpur ausgegliedert und er wurde zum ersten Bischof der Diözese Rourkela ernannt.
Papst Johannes Paul II. ernannte ihn am 4. Juli 1979 zum ersten Bischof des mit gleichem Datum errichteten Bistums Rourkela. Der Erzbischof von Cuttack-Bhubaneswar, Henry Sebastian D’Souza, spendete ihm am 3. November desselben Jahres die Bischofsweihe; Mitkonsekratoren waren Raphael Cheenath SVD, Bischof von Sambalpur, und dessen Amtsvorgänger Hermann Westermann SVD. Bilung setzte sich während seiner Amtszeit aktiv gegen das indische Kastenwesen ein, das er auch als Ursache für Angriffe auf katholische Missionare sah.
Am 2. April 2009 nahm Papst Benedikt XVI. sein altersbedingtes Rücktrittsgesuch an. Nach seiner Pensionierung wohnte er im Katholischen Missionskrankenhaus Nuagaon im Priesterhaus. Seit 2017 wohnt er im Haus des Bischofs in Hamirpur. Alphonse Bilung starb am 11. November 2022 im Alter von 89 Jahren im Catholic Mission Hospital in Nuagaon, Rourkela.